# Ministri della famiglia della Germania
I ministri della famiglia della Repubblica Federale Tedesca dal 1949 ad oggi sono i seguenti.

## Lista
| Ministro                              | Ministro         | Ministro               | Partito                               | Governo             | Inizio            | Fine             |
| ------------------------------------- | ---------------- | ---------------------- | ------------------------------------- | ------------------- | ----------------- | ---------------- |
| Famiglia e gioventù                   |                  |                        |                                       |                     |                   |                  |
|                                       |                  | Franz-Josef Wuermeling | Unione Cristiano Democratica          | Governo Adenauer II | 20 ottobre 1953   | 29 ottobre 1957  |
| Governo Adenauer III                  | 29 ottobre 1957  | Franz-Josef Wuermeling | Unione Cristiano Democratica          | 14 novembre 1961    |                   |                  |
| Governo Adenauer IV                   | 14 novembre 1961 | Franz-Josef Wuermeling | Unione Cristiano Democratica          | 14 dicembre 1962    |                   |                  |
|                                       |                  | Bruno Heck             | Unione Cristiano Democratica          | Governo Adenauer V  | 14 dicembre 1962  | 11 ottobre 1963  |
| Governo Erhard I                      | 17 ottobre 1963  | Bruno Heck             | Unione Cristiano Democratica          | 26 ottobre 1965     |                   |                  |
| Governo Erhard II                     | 26 ottobre 1965  | Bruno Heck             | Unione Cristiano Democratica          | 30 novembre 1966    |                   |                  |
| Governo Kiesinger                     | 1º dicembre 1966 | Bruno Heck             | Unione Cristiano Democratica          | 2 ottobre 1968      |                   |                  |
|                                       |                  | Aenne Brauksiepe       | Unione Cristiano Democratica          | Governo Kiesinger   | 2 ottobre 1968    | 21 ottobre 1969  |
| Famiglia, gioventù, salute            |                  |                        |                                       |                     |                   |                  |
|                                       |                  | Käte Strobel           | Partito Socialdemocratico di Germania | Governo Brandt I    | 22 ottobre 1969   | 15 dicembre 1972 |
|                                       |                  | Katharina Focke        | Partito Socialdemocratico di Germania | Governo Brandt II   | 15 dicembre 1972  | 16 maggio 1974   |
| Governo Schmidt I                     | 16 maggio 1974   | Katharina Focke        | Partito Socialdemocratico di Germania | 14 dicembre 1976    |                   |                  |
|                                       |                  | Antje Huber            | Partito Socialdemocratico di Germania | Governo Schmidt II  | 14 dicembre 1976  | 4 novembre 1980  |
| Governo Schmidt III                   | 6 novembre 1980  | Antje Huber            | Partito Socialdemocratico di Germania | 28 aprile 1982      |                   |                  |
|                                       |                  | Anke Fuchs             | Partito Socialdemocratico di Germania | Governo Schmidt III | 28 aprile 1980    | 1º ottobre 1982  |
|                                       |                  | Heiner Geißler         | Unione Cristiano Democratica          | Governo Kohl I      | 4 ottobre 1982    | 29 marzo 1983    |
| Governo Kohl II                       | 30 marzo 1983    | Heiner Geißler         | Unione Cristiano Democratica          | 26 settembre 1985   |                   |                  |
|                                       |                  | Rita Süssmuth          | Unione Cristiano Democratica          | Governo Kohl II     | 26 settembre 1985 | 11 marzo 1987    |
| Governo Kohl III                      | 11 marzo 1987    | Rita Süssmuth          | Unione Cristiano Democratica          | 9 dicembre 1988     |                   |                  |
|                                       |                  | Ursula Lehr            | Unione Cristiano Democratica          | Governo Kohl III    | 9 dicembre 1988   | 18 gennaio 1991  |
| Scorporo del ministero                |                  |                        |                                       |                     |                   |                  |
| Famiglia e anziani                    |                  |                        |                                       |                     |                   |                  |
|                                       |                  | Hannelore Rönsch       | Unione Cristiano Democratica          | Governo Kohl IV     | 18 gennaio 1991   | 17 novembre 1994 |
| Donne e gioventù                      |                  |                        |                                       |                     |                   |                  |
|                                       |                  | Angela Merkel          | Unione Cristiano Democratica          | Governo Kohl IV     | 18 gennaio 1991   | 17 novembre 1994 |
| Famiglia, anziani, donne e gioventù   |                  |                        |                                       |                     |                   |                  |
|                                       |                  | Claudia Nolte          | Unione Cristiano Democratica          | Governo Kohl V      | 17 novembre 1994  | 26 ottobre 1998  |
|                                       |                  | Christine Bergmann     | Partito Socialdemocratico di Germania | Governo Schröder I  | 27 ottobre 1998   | 22 ottobre 2002  |
|                                       |                  | Renate Schmidt         | Partito Socialdemocratico di Germania | Governo Schröder II | 22 ottobre 2002   | 22 novembre 2005 |
|                                       |                  | Ursula von der Leyen   | Unione Cristiano Democratica          | Governo Merkel I    | 22 novembre 2005  | 28 ottobre 2009  |
|                                       |                  | Kristina Schröder      | Unione Cristiano Democratica          | Governo Merkel II   | 28 ottobre 2009   | 17 dicembre 2013 |
|                                       |                  | Manuela Schwesig       | Partito Socialdemocratico di Germania | Governo Merkel III  | 17 dicembre 2013  | 2 giugno 2017    |
|                                       |                  | Katarina Barley        | Partito Socialdemocratico di Germania | Governo Merkel III  | 2 giugno 2017     | 14 marzo 2018    |
| Famiglia                              |                  |                        |                                       |                     |                   |                  |
|                                       |                  | Franziska Giffey       | Partito Socialdemocratico di Germania | Governo Merkel IV   | 14 marzo 2018     | 19 maggio 2021   |
| Famiglia, anzianità, donne e gioventù |                  |                        |                                       |                     |                   |                  |
|                                       |                  | Anne Spiegel           | Alleanza 90/I Verdi                   | Governo Scholz      | 8 dicembre 2021   | 25 aprile 2022   |
|                                       | Lisa Paus        | 25 aprile 2022         | Alleanza 90/I Verdi                   | Governo Scholz      | 6 maggio 2025     |                  |
|                                       |                  | Karin Prien            | Unione Cristiano Democratica          | Governo Merz        | 6 maggio 2025     | in carica        |